# اوچی، کوچی
اوچی، کوچی (به لاتین: Ochi, Kōchi) یک منطقهٔ مسکونی در ژاپن است که در استان کوچی واقع شده‌است. اوچی  ۷٬۱۳۹ نفر جمعیت دارد.